# Lygodactylus picturatus
Lygodactylus picturatus là một loài thằn lằn trong họ Gekkonidae. Loài này được Peters mô tả khoa học đầu tiên năm 1871.
Loài này có khả năng tự vứt bỏ đuôi để tự vệ tránh loài bắt mồi hoặc phân tán sự chú ý của loài săn mồi khi bị đe dọa.

## Hình ảnh

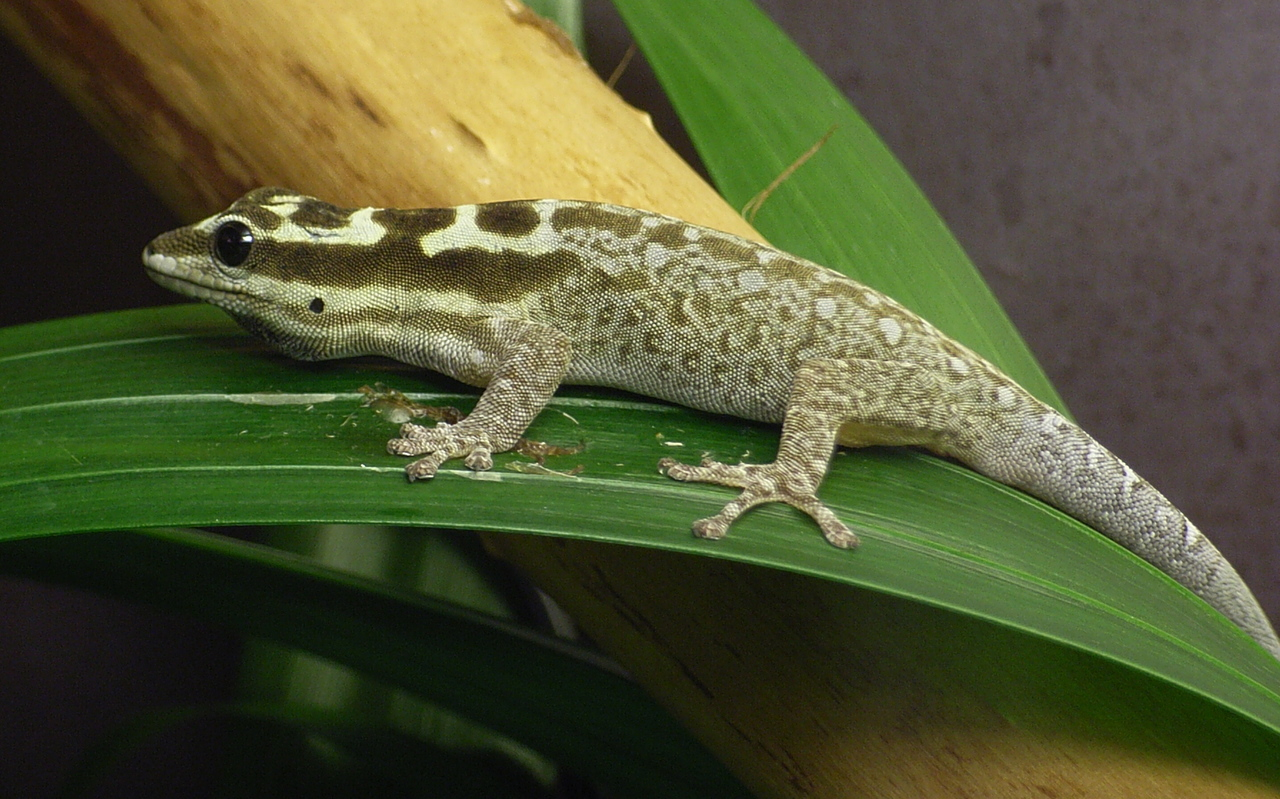
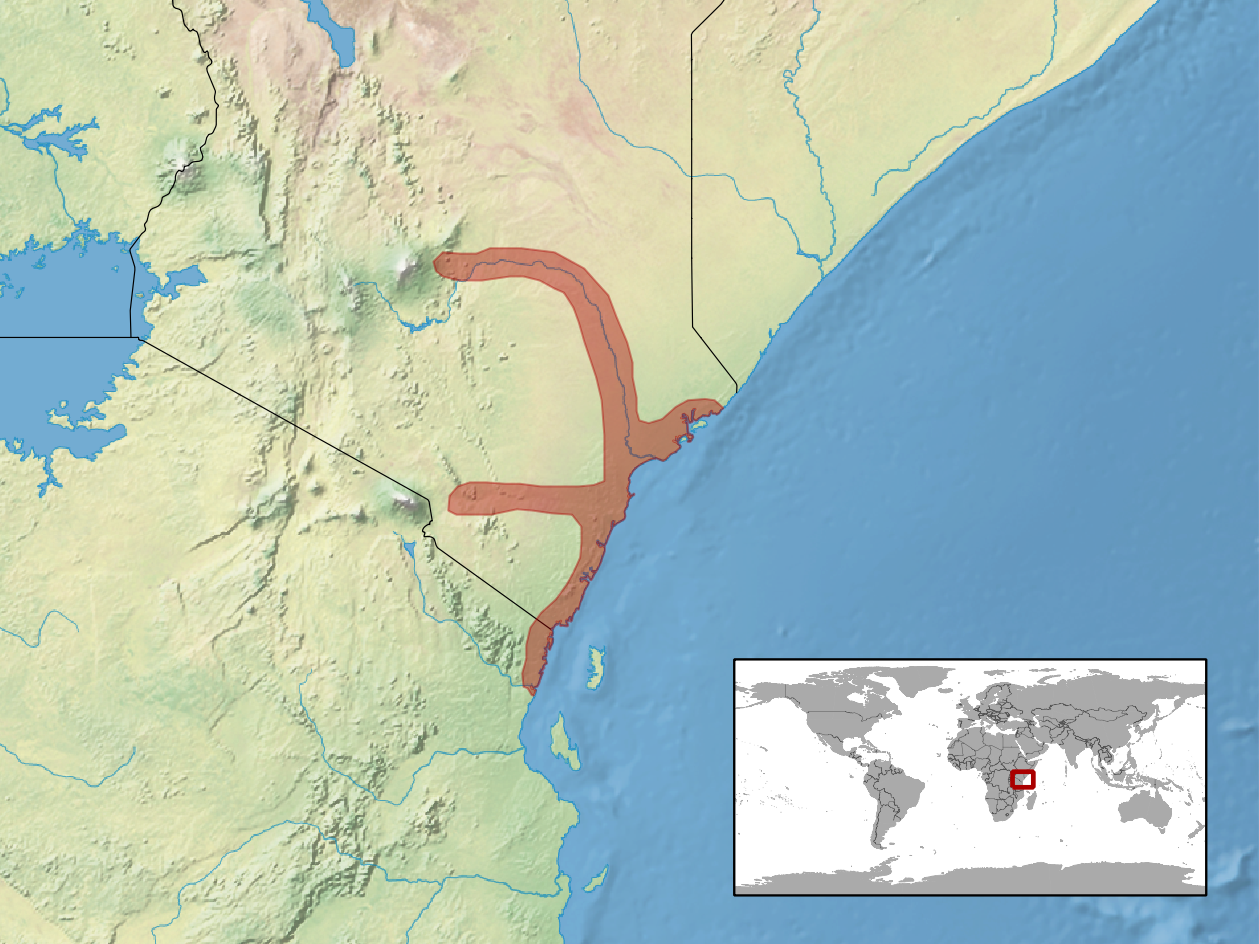
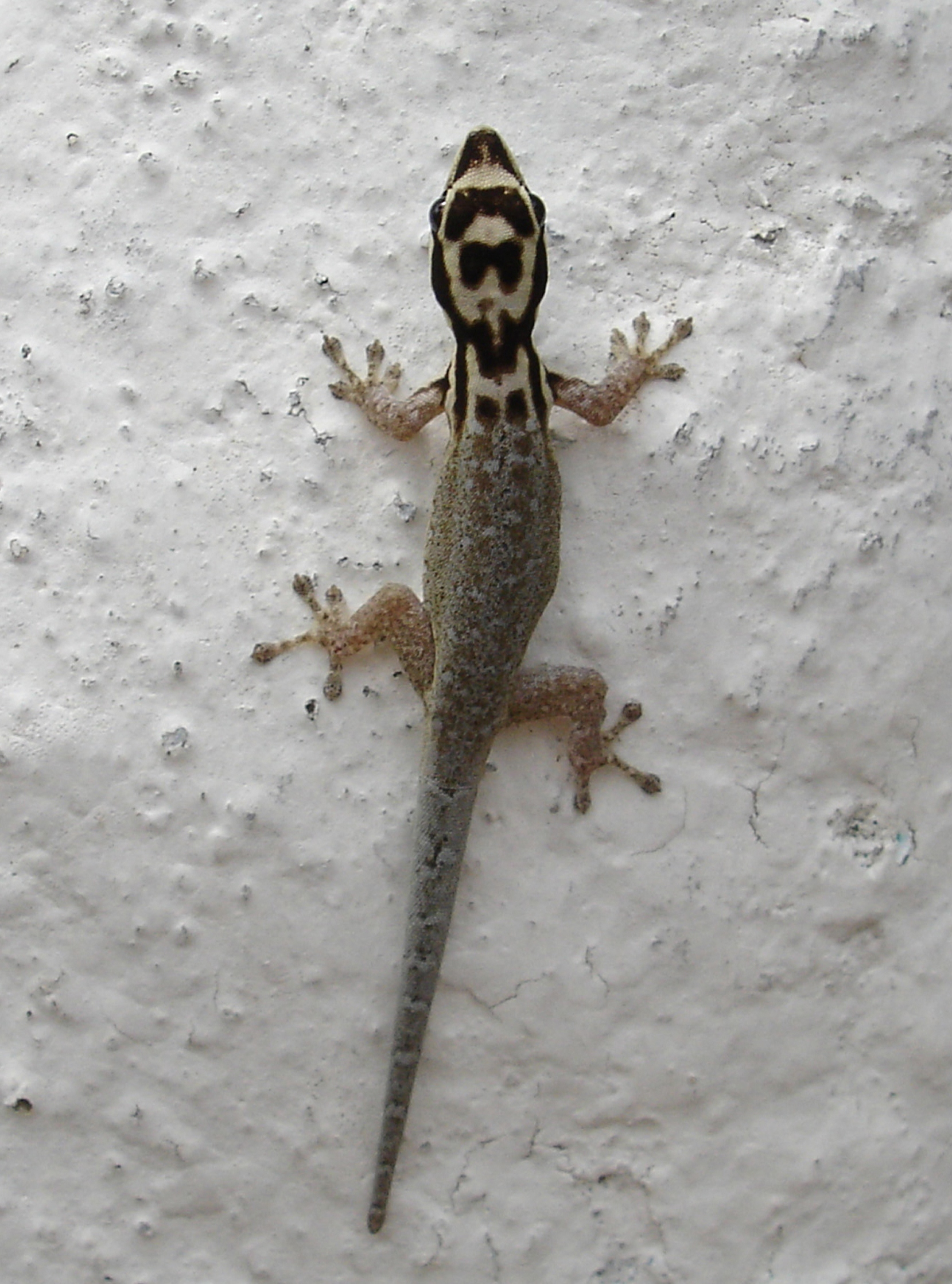